# Tulsipur
Tulsipur é uma cidade e uma nagar panchayat no distrito de Balrampur, no estado indiano de Uttar Pradesh.

## Geografia
Tulsipur está localizada a 27° 33′ N, 82° 25′ L. Tem uma altitude média de 109 metros (357 pés).

## Demografia
Segundo o censo de 2001, Tulsipur tinha uma população de 21,234 habitantes. Os indivíduos do sexo masculino constituem 53% da população e os do sexo feminino 47%. Tulsipur tem uma taxa de literacia de 55%, inferior à média nacional de 59.5%: a literacia no sexo masculino é de 62% e no sexo feminino é de 47%. Em Tulsipur, 16% da população está abaixo dos 6 anos de idade.